# Zoo (romanzo Isabella Santacroce)
Zoo è un romanzo dell'autrice italiana Isabella Santacroce del 2006, classificatosi secondo al Premio Rapallo Carige nello stesso anno.

## Trama
(incipit del romanzo)
La narratrice e protagonista è una ragazza che ha un rapporto fortissimo col padre, che assume la forma di un complesso di Elettra, mentre con la madre i rapporti sono molto più freddi. La madre, una donna molto avvenente che gestisce un negozio di abbigliamento, sminuisce costantemente il marito, sia nel suo lavoro impiegatizio sia nella sua attività di pittore dilettante.
Quando il padre muore improvvisamente in ufficio, la figlia ne è devastata e per riempire il grande vuoto che le si è formato dentro cerca di avvicinarsi a sua madre come mai prima.
L'incompatibilità caratteriale tuttavia riemerge presto. La figlia non accetta che sua madre si veda con un altro uomo; una sera, durante un violento litigio, la madre spinge la figlia giù dalle scale, provocandole la rottura della colonna vertebrale. La ragazza si trova così, all'età di diciotto anni, condannata alla sedia a rotelle.
Nei primo tempi successivi all'incidente la madre cerca di dimostrarle affetto e premura, ma la figlia non crede alla sua sincerità e cova dentro di sé il rancore.
Una volta chiude a chiave la madre nel bagno per due giorni e, dopo averla fatta uscire, la costringe a ripulirla dei propri escrementi, un'altra simula una paralisi totale costringendola a una corsa in ospedale con l'autoambulanza, un'altra ancora fa sì che l'amante della madre (la quale gli ha nascosto il fatto di avere una figlia paraplegica a causa sua) se ne vada per sempre sbattendo la porta.
Durante un ultimo, drammatico confronto la figlia chiede alla madre perché non le abbia mai dato amore. Quest'ultima le confessa che non desiderava rimanere incinta perché all'epoca non sapeva ancora se volesse sposare suo padre, e che era sempre stata gelosa dell'affetto che egli dava alla figlia anziché a lei. La figlia costringe la madre a masturbarla, poi, dopo che questa si è addormentata, la soffoca con un cuscino.

## Edizioni
- Isabella Santacroce, Zoo, collana Le Vele, Roma, Fazi, 2006, ISBN 88-8112-707-5.
- Isabella Santacroce, Zoo, collana Tascabili, n. 111, Roma, Fazi, 2008, ISBN 978-88-8112-914-0.

## Opere derivate
Un adattamento teatrale di Zoo è andato in scena nel 2011 al Teatro Belli di Roma.